# Pallavolo Volta 2008-2009
Questa voce raccoglie le informazioni riguardanti la Pallavolo Volta nelle competizioni ufficiali della stagione 2008-2009.

## Organigramma societario
Area direttiva
- Presidente: Sergio Longhi

Area tecnica
- Allenatore: Mauro Masacci
- Allenatore in seconda: Andrea Fasani
- Scout man: Paolo Cabrini

Area sanitaria
- Medico: Renato Onorato
- Fisioterapista: Claudio Bignotti
- Preparatore atletico: Stefano Tomarchio

## Rosa
| N° | Nome                | Ruolo | Data di nascita  | Nazionalità sportiva |
| -- | ------------------- | ----- | ---------------- | -------------------- |
| 1  | Martha Zamora       | O     | 15 ottobre 1983  | Cuba                 |
| 2  | Antonella Bragaglia | C     | 4 febbraio 1973  | Italia               |
| 6  | Laura Crepaldi      | S     | 8 novembre 1982  | Italia               |
| 8  | Alessandra Teixeira | S     | 30 dicembre 1981 | Brasile              |
| 9  | Evelyn Marinelli    | L     | 20 luglio 1974   | Italia               |
| 10 | Giusy Astarita      | S     | 18 aprile 1988   | Italia               |
| 11 | Caterina Bonan      | C     | 19 giugno 1986   | Italia               |
| 11 | Valeria Zanin       | P     | 6 gennaio 1984   | Italia               |
| 13 | Sofia Favari        | P     | 29 marzo 1987    | Italia               |
| 15 | Svetlana Dukule     | C     | 9 settembre 1986 | Lettonia             |
| 17 | Sindi Visentin      | C     | 31 marzo 1987    | Italia               |
| 18 | Serena Malvestito   | C     | 21 agosto 1988   | Italia               |